# Batalla de Firaz
La batalla de Firaz, en árabe: معركة الفراض fue la última batalla del comandante árabe musulmán Jálid ibn al-Walid en Mesopotamia, Irak, contra las fuerzas combinadas del Imperio bizantino y el Imperio sasánida.
El resultado de la batalla fue una victoria para Jalid y la primera conquista musulmana de Mesopotamia.

## Antecedentes
A finales de 633, los musulmanes eran los amos del valle del Éufrates. En este valle, Firaz, en el extremo más alejado del Imperio persa, todavía tenía una guarnición persa. Jalid decidió alejar a los persas de este puesto de avanzada también temiendo que los persas ejecutaran una bien planeada reinvasión del territorio perdido. Marchó a Firaz con una fuerza musulmana y llegó allí en la primera semana de diciembre de 633. Firaz era la frontera entre los imperios de Persia y Bizancio, y las guarniciones de los persas y los bizantinos estaban acantonadas allí. Frente a los musulmanes, la guarnición bizantina decidió acudir en ayuda de la guarnición persa.

## La batalla
Khalid le dio al enemigo la opción de cruzar el Éufrates. Tan pronto como el enemigo cruzó lo cruzó, Jalid ordenó a las fuerzas musulmanas que entraran en acción. Las fuerzas unidas de los persas y los bizantinos tenían el río a sus espaldas. En Firaz, Jalid adoptó las mismas tácticas que había adoptado en Mazar. Como las primeras filas de ambas fuerzas se comprometieron en la lucha, Jalid fijó a su enemigo en ambos flancos con la ayuda de sus alas traseras. Haciendo un rápido movimiento, los musulmanes corrieron hacia el puente sobre el río, y tuvieron éxito en ocuparlo. El enemigo se mantuvo así en un movimiento de pinza.[cita requerida]

## El juramento de Jalid
Hay una leyenda islámica que dice lo siguiente:

Al principio de la batalla de Firaz, cuando las probabilidades parecían estar en contra de los musulmanes, Jalid hizo un juramento de que si salía victorioso, haría una peregrinación (Hajj) a la Meca, la Casa de Dios. Tras la victoria de Firaz, Jalid permaneció en Firaz durante algunos días e hizo los arreglos necesarios para la administración del territorio. En enero de 634, mientras se mantenía una guarnición en Firaz, se dieron órdenes al principal ejército musulmán de regresar a Al-Hirah. Khalid se quedó atrás con la retaguardia del ejército. Mientras el ejército avanzaba por el camino de Al Hirah, Jalid se separó del ejército y tomó una ruta poco frecuentada hacia la Meca con una pequeña escolta. Khalid llegó a La Meca a tiempo para realizar el Hayy. Después de realizar la peregrinación en secreto y cumplir su voto, Khalid y su grupo regresaron a Al Hirah. Antes de que el último contingente del ejército principal de Firaz entrara en Hirah, Khalid también estaba allí, como si hubiera estado todo el tiempo con la retaguardia.

[cita requerida]